# Kurt Alder
Pour les articles homonymes, voir Alder.
Kurt Alder, né le 10 juillet 1902 à Königshütte, Allemagne et décédé le 20 juin 1958, est un chimiste organicien allemand. Il est colauréat avec Otto Diels du prix Nobel de chimie de 1950.

## Biographie
Kurt Alder effectue ses études à l'université de Kiel où il est l'élève puis le collaborateur de Otto Diels. Il soutient sa thèse de doctorat en 1926. Il continue son travail à Kiel où il est nommé maître de conférences en 1930 et professeur en 1934.
De 1936 à 1940, il est directeur des recherches de Bayer Werke à Leverkusen, une branche de IG Farben.
Il est ensuite professeur de chimie expérimentale et technique à l'université de Cologne où il est nommé professeur et directeur de l'institut de chimie de l'université à partir de 1940 jusqu'à sa mort.
Sa principale contribution a été l'élaboration, avec Diels, de la réaction qui porte leurs noms. Cette réaction, très générale, conduit à la formation d'un cycle par réaction d'un diène, composé comportant le motif C=C-C=C, avec un diénophile, composé possédant une double liaison C=C convenablement activée. La réaction de Diels-Alder reste une des très grandes méthodes générales de synthèse organique, très souvent utilisée dans la synthèse de produits naturels et des protéines à structure complexe telles la cantharidine, la réserpine ou la morphine.
En 1950, Otto Diels et lui reçoivent conjointement le prix Nobel de chimie « pour leur découverte et le développement de la synthèse des diènes ».
Kurt Alder est enterré au Deutzer Friedhof de Cologne.